# Phasia fuscicornis
Phasia fuscicornis là một loài ruồi trong họ Tachinidae.